# Markus Harm (Journalist)

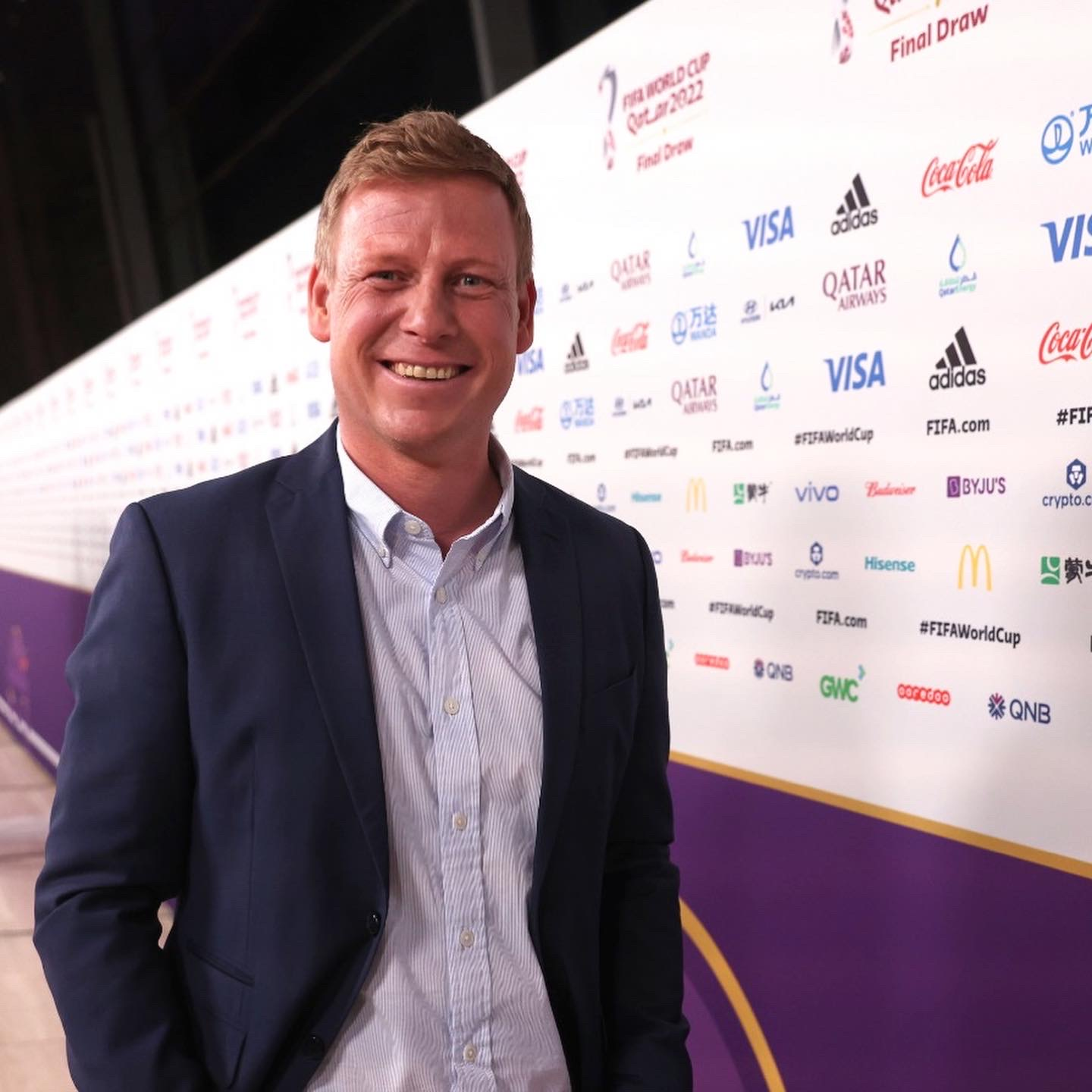
Markus Harm 2023

Markus Harm (* 25. Juli 1977 in Schwerin) ist ein deutscher Journalist und Investigativreporter, er gilt als Experte für Korruption im Sport und in Sportverbänden, für Dopingproblematiken und Verflechtungen in nationalen und internationalen Sportverbänden. Die von ihm gestalteten Dokumentationen haben unter anderem zur Ablösung von Sepp Blatter als FIFA-Präsident geführt oder auch zum Rückzug von Reinhard Grindel als DFB-Präsident.

## Werdegang
Markus Harm legte 1996 sein Abitur am Sportgymnasium Schwerin ab. Er spielte lange Zeit leistungsmäßig Fußball, erst bei der ISG Schwerin und nach dem Mauerfall beim Schweriner SC.
Nach dem Abitur begann Harm als Praktikant beim Norddeutschen Rundfunk in Schwerin, durch seine tiefe und sonore Stimme fiel er im Radio direkt auf und wurde als freier Mitarbeiter in der Sportredaktion eingestellt. Dort arbeitete er von 1996 bis 2003 und kümmerte sich vorwiegend um die Berichterstattung über den deutschen Rekordmeister im Frauen-Volleyball, den Schweriner SC, und um die Fußballer von Hansa Rostock. Sowohl im Radio beim NDR, als auch im NDR Fernsehen und im NDR Nordmagazin.
Von 1998 bis 2003 studierte Markus Harm neben seiner freiberuflichen Tätigkeit beim NDR erst an der Freien Universität in Berlin und an der Universität Rostock Politik- und Sportwissenschaften. Sein Studium schloss er mit einem Magister und mit Summa cum laude ab. In der Zeit von 2001 bis 2002 studierte er an der FIU in Miami, USA.
Im Jahr 2004 durchlief er ein Volontariat beim Zweiten Deutschen Fernsehen und erhielt anschließend einen Honorarzeitvertrag.
Im Jahr 2007 lebte Markus Harm in der Karibik, in Port of Spain, der Hauptstadt von Trinidad&Tobago.
Nach dem einjährigen Sabbatical wurde er fester Bestandteil der ZDF Sportredaktion und hat sich mit vielen Beiträgen und Dokumentationen einen Namen gemacht. Markus Harm hat sich vor allem auf die Themen Korruption und Betrug im Sport spezialisiert und sehr viel über nationale und internationale Sportverbände, wie die FIFA, die UEFA, den DFB oder das IOC und den DOSB berichtet.

### Investigative Erfolge und Dokumentationen
Am 29. April 2024 wurde Markus Harm in Santa Susanna mit dem AIPS Sports Media Award des Internationalen Sportjournalistenverbands AIPS für seine Reportage über die Skandale im Amateur-Box-Weltverband ausgezeichnet. Die AIPS Awards gelten als die höchste internationale Auszeichnung für Sportjournalisten. Den ersten Preis erhielt er hier in der Kategorie „Investigative Reporting“.
Vor der Fußball – WM 2014 in Brasilien erschien eine aufsehenerregende Reportage mit dem Titel „Das Fußball-Imperium – die Geschäfte der FIFA“, in der Markus Harm Korruption innerhalb der FIFA nachgewiesen und vordringlich die kriminellen Machenschaften von FIFA-Vizepräsident Jack Warner offengelegt hat. Diese Dokumentation wurde für den Europäischen Fernsehpreis, für den internationalen Emmy-Award und den Sportjournalistenpreis in Deutschland nominiert und Markus Harm erreichte jeweils den 2. Platz bei den Auszeichnungen.

### Einfluss auf den Fußball und dessen Governance
2015 brach das korrupte System der FIFA zusammen, mehrere hohe Funktionäre wurden verhaftet und schlussendlich mussten der langjährige FIFA-Präsident Sepp Blatter und auch UEFA Boss Michel Platini ihre Hüte nehmen. Die Berichte und Dokumentationen von Markus Harm im ZDF haben dazu einen nicht geringen Teil beigetragen.

### Fortsetzung der investigativen Arbeit
2016 erschien eine zweite Reportage mit dem Titel „FIFA: Das Foulspiel der Mächtigen“ von Markus Harm. 2018 eine Dokumentation über das IOC mit dem Titel „Das System Olympia – Geld, Gier und Macht“.
Darüber hinaus recherchiert Markus Harm sehr viel über die Vorgänge im Deutschen Fußball-Bund und hat mit seinen Veröffentlichungen dafür gesorgt, dass eine Reihe von Funktionären nicht mehr im Amt sind. Reinhard Grindel musste als Präsident zurücktreten. Generalsekretär Friedrich Curtius, Schatzmeister Stephan Osnabrügge oder auch der langjährige DFB Vizepräsident Rainer Koch gehören seither nicht mehr dem DFB an.
Auch über das Thema Doping hat Markus Harm umfangreich berichtet und vor allem die Praktiken in Kenia unter die Lupe genommen. Wettbetrug und die Hintergründe zu internationalen Sportverbänden wie Worldaquatics (Schwimmweltverband), Worldathletics (Leichtathletikweltverband) oder IBA (Boxweltverband) gehören zu seinen Spezialgebieten.

### Internationale Anerkennung und Berichterstattung
Mit den zahlreichen Berichterstattungen und Enthüllungen wurde Markus Harm international bekannt, ausländischen Medien wie die „New York Times“, „NOS“ in den Niederlanden, „insidethegames“ aus Großbritannien, oder „onefootball“ berichteten über seine Recherchen.

### Beitrag zur Sportberichterstattung und Auszeichnungen
Markus Harm ist federführend für die sportpolitischen Themen in der ZDF Sportredaktion und kümmert sich auch bei den Olympischen Spielen oder den Fußball – Weltmeisterschaften um die hintergründige Berichterstattung. Die ZDF Sportredaktion erhielt 2023 den deutschen Fernsehpreis für die Fußball – WM Sendungen aus Katar, vor allem auch wegen des besonderen Fokus auf Missstände in Katar. „In der Laudatio wurde auch gewürdigt, dass die Redaktion in der Berichterstattung die Missstände im Gastgeberland Katar nie aus den Augen verloren habe.“
Markus Harm hat mittlerweile über fünf Fußball-Weltmeisterschaften (2006 bis 2022), fünf Fußball-Europameisterschaften (2004 bis 2021) und sieben Olympische Sommer- und Winterspiele und deren sportpolitischen Hintergründe berichtet.

## Privates
Markus Harm lebt in Wiesbaden und hat drei Kinder.

## Belege
1. ↑  Markus Harm: LinkedIn Profil. In: LinkedIn. Abgerufen am 16. November 2023.
2. ↑  Jürn Kruse: Sportjournalisten über Doping: „Das kann ja wohl nicht wahr sein“. In: Die Tageszeitung: taz. 9. Februar 2018, ISSN 0931-9085 (taz.de [abgerufen am 5. November 2023]).
3. ↑  VDS-Berufswettbewerbe | Verband Deutscher Sportjournalisten. Abgerufen am 5. November 2023.
4. ↑  ZDF-Journalist Markus Harm: "Die FIFA könnte klar Flagge zeigen, doch sie tut es nicht." In: Planet Interview. 24. Juni 2018, abgerufen am 5. November 2023 (deutsch).
5. ↑  Stuttgarter Nachrichten, Stuttgart Germany: Medienberichte: DFB soll Watzke und Neuendorf zu UEFA und FIFA schicken. Abgerufen am 5. November 2023.
6. ↑  Süddeutsche Zeitung: Medien: DFB will Posten bei FIFA und UEFA neu besetzen. 7. April 2022, abgerufen am 5. November 2023.
7. ↑  BVB-Chef Watzke soll Uefa-Posten von Rainer Koch übernehmen. 7. April 2022, abgerufen am 5. November 2023 (deutsch).
8. ↑  Die schmutzigste WM überhaupt? | Forum - Das Wochenmagazin. 15. Juni 2018, abgerufen am 5. November 2023.
9. ↑  THE WINNERS ARE HERE. Abgerufen am 30. April 2024 (englisch).
10. ↑  Auszeichnung für ZDF-Sportreporter Markus Harm. Abgerufen am 30. April 2024 (deutsch).
11. ↑  NEWS & CURRENT AFFAIRS NOMINEES ANNOUNCED FOR 2015 INTERNATIONAL EMMY® AWARDS – International Academy of Television Arts & Sciences. Abgerufen am 5. November 2023 (amerikanisches Englisch).
12. ↑  ZDF-Journalist Markus Harm: "Die FIFA könnte klar Flagge zeigen, doch sie tut es nicht." In: Planet Interview. 24. Juni 2018, abgerufen am 5. November 2023 (deutsch).
13. ↑  Badische Zeitung: "Ein großartiger Gänsehautmoment". 27. November 2020, abgerufen am 5. November 2023.
14. ↑  Fifa-Skandal: Markus Harm mit Einschätzungen zum Fifa-Kongress am 28.05.2015. Abgerufen am 5. November 2023 (deutsch).
15. ↑  Markus HARM, ZDF Reporter Russland, Vorstellung der Moderatoren fuer die Fussball WM 2018. IMAGO., abgerufen am 5. November 2023.
16. ↑  ZDF-reportage legt epogebruik Keniaanse atleten bloot. 24. September 2019, abgerufen am 5. November 2023 (niederländisch).
17. ↑  So gefährlich ist Infantino für Fußball-Europa | Bolzplatz by Manu Thiele | sportstudio. Abgerufen am 5. November 2023 (deutsch).
18. ↑  German journalists denied accreditation at IBA Men's World Boxing Championships. 5. Mai 2023, abgerufen am 5. November 2023.
19. ↑  Mögliche Untreue: Großangelegte Durchsuchung beim DFB! 5. November 2023, abgerufen am 5. November 2023.
20. ↑  MOPO Redaktion: Skandal bei Box-WM! ZDF-Team wird ausgesperrt. In: MOPO. 6. Mai 2023, abgerufen am 5. November 2023 (deutsch).
21. ↑  Harm: "Der Fußball ist der große Verlierer" | das aktuelle sportstudio - ZDF. Abgerufen am 5. November 2023 (deutsch).
22. ↑  ZDF für "Beste Sportsendung" ausgezeichnet, auf zdf.de
23. ↑  Markus Harm zur von der FIFA verbotenen One-Love-Armbinde bei der WM in Katar am 22.11.22. Abgerufen am 5. November 2023 (deutsch).
24. ↑  „Die Rasenreporter“ im ZDF. 30. September 2020, abgerufen am 5. November 2023.
25. ↑  Niklas Pinsker: „München und Olympia, kann das passen?“ – DOSB lädt zum Dialog ein. In: Deine Olympischen und Paralympischen Spiele in Deutschland. 30. Oktober 2023, abgerufen am 6. November 2023 (deutsch).
26. ↑  Olympia 2022 im ZDF: Das sind die Moderatoren, Kommentatoren und Experten. 10. Februar 2022, abgerufen am 5. November 2023.
27. ↑  CR7, Neymar & Co.: Politische Marionetten oder Pioniere? | Bolzplatz | sportstudio. Abgerufen am 5. November 2023 (deutsch).

| Personendaten    | Personendaten                    |
| ---------------- | -------------------------------- |
| NAME             | Harm, Markus                     |
| KURZBESCHREIBUNG | deutscher Journalist             |
| GEBURTSDATUM     | 25. Juli 1977                    |
| GEBURTSORT       | Schwerin, Mecklenburg-Vorpommern |